# Mallochia laevis
Mallochia laevis är en stekelart som beskrevs av Henry Keith Townes, Jr. 1962. Mallochia laevis ingår i släktet Mallochia och familjen brokparasitsteklar. Inga underarter finns listade i Catalogue of Life.